# 4445-ös busz
A 4445-ös jelzésű autóbuszvonal országos autóbusz-járat Debrecen és Hajdúszoboszló között, Ebes érintésével, melyet a Volánbusz Zrt. lát el.

## Közlekedése
A járat Hajdú-Bihar vármegye és a Debreceni járás székhelyét, az ország egyik legnagyobb városát, Debrecent köti össze az önmagában is jelentős, járásközpont, de Debrecen elővárosába tartozó Hajdúszoboszlóval. Egyetlen indítása csak Ebesig közlekedik, ám sok indítása feltárja a települést. Napi fordulószáma igen magasnak mondható.

## Megállóhelyei
| 0  | Debrecen, autóbusz-állomás végállomás       | 12 | 5, 5A 10, 10A, 10Y, 46, 46X, 46Y, 46E 1301, 1343, 1344, 1372, 1373, 1374, 1432, 1440, 1441, 1443, 1444, 1446, 1447, 1449, 1450, 4225, 4304, 4323, 4324, 4400, 4401, 4402, 4403, 4405, 4406, 4407, 4408, 4410, 4412, 4413, 4414, 4416, 4420, 4421, 4422, 4423, 4430, 4431, 4432, 4434, 4438, 4440, 4446, 4450, 4451, 4452, 4453, 4459, 4460, 4461, 4463, 4464, 4466, 4475, 4477, 4502, 4506, 4512, 4521 |
| 1  | Debrecen, Kadosa út                         | 11 | 22, 22Y, 24, 24Y, 41, 41Y, 45 1372, 1443, 1444, 4440, 4446, 4475, 4477 |
| 2  | Hajdúszováti elágazás 4-es út               | 10 | 39, 39X 4440, 4446, 4475, 4477 |
| 3  | Útőrház                                     | 9  | 4446, 4475, 4477 |
| 4  | Nádas Csárda                                | 8  | 4446, 4475, 4477 |
| 5  | Sári major                                  | 7  | 4446, 4475, 4477 |
| 6  | Ebes, Curver                                | 6  | 4446, 4475, 4477 |
| 7  | Ebes, bejárati út                           | 5  | 1343, 1344, 1372, 1443, 1444, 4446, 4475, 4477 |
| 8  | Ebes, községháza                            | 4  | 1372, 4440, 4446 |
| 9  | Ebes, Hunyadi utca                          | 3  | 1372, 4446 |
| 10 | Omegaplast kft.                             | 2  | 4446, 4475, 4477 |
| 11 | Hajdúszoboszló, Debreceni út                | 1  | 4446, 4475, 4477 |
| 12 | Hajdúszoboszló, autóbusz-állomás végállomás | 0  | 1, 1A, 2, 2A, 3 1343, 1344, 1372, 1441, 1443, 1444, 4446, 4473, 4475, 4476, 4477, 4542 |